# Jean-Baptiste Legrain
Pour les articles homonymes, voir Legrain.
Jean-Baptiste Legrain ou Legrin, seigneur de Guyencourt et de La Laye, né à Paris le 25 juillet 1565, mort à Montgeron le 2 juillet 1642, est un historien français.

## Biographie
Issu d'une famille noble des Pays-Bas, Legrain n’a que deux ans lorsqu’il perd son père, conseiller au Châtelet.
Ses études terminées, il fréquente la Cour, attaché à la personne de Henri IV qui le choisit comme conseiller et maître des requêtes ordinaire(s) de l’hôtel de sa seconde épouse la Reine Marie de Médicis.
Legrain se démet de ses emplois pour écrire l’histoire de son temps, mais sa franchise lui attire des "tribulations". Il a tant d’"éloignement" pour les jésuites, qu’il défend par son testament à ses descendants de leur confier l’éducation de leurs propres enfants.

## Publications
- Décade contenant l’histoire de Henri le Grand, roi de France et de Navarre, IVe du nom, en laquelle est représenté l’état de la France depuis le traité de Cambrai, en 1559, jusques à la mort dudit seigneur, en 1610, Paris, 1614, in-fol. ; Rouen, 1633, in-4° ;
- Décade commençant l’histoire de Louis XIIIe du nom, roi de France et de Navarre, depuis l’an 1610 jusqu’en 1617, Paris, 1618, in-fol.

Legrain laisse en manuscrits :
- Troisième Décade, contenant l’histoire de France jusqu’à l’année 1640, in-fol. ;
- Recueil des plus signalées Batailles, journées et rencontres qui se sont données en France et ailleurs par les armes des rois, depuis Mérovée jusqu’au roi Louis XIII, 3 vol. in-fol. ;
- Discours sur les Syrènes ;
- Discours sur le nombre Trois ;
- Discours pour montrer que l’établissement d’un lieutenant général en un royaume est la totale ruine, du roi et de l’État ;
- un recueil contenant la chronologie des rois de France, des remarques sur ces princes et sur les enfants de France, les droits de ce royaume, les usages, etc., sur les empereurs et les consuls romains ;
- un journal contenant la généalogie de sa famille, avec un récit des principaux événements arrivés en France et dans les États voisins depuis 1 597 jusqu’à la majorité de Louis XIII inclusivement. « L’auteur, dit l’abbé Claude-Pierre Goujet, entre dans ce journal dans un grand détail de la mort de Henri IV, du supplice de Ravaillac, des vertus du prince défunt, et de ce qui suivit cette mort ; il y rapporte aussi assez au long la conspiration du maréchal de Biron, et les suites qu’elle eut, quelques pièces de poésie qu’il composa en 1592, à la louange de ce maréchal, qui n’avait point encore conspiré contre ce prince, et une épitaphe qu’il fit pour le même après qu’il eut été décapité. »

Legrain a laissé en manuscrit un Bref Discourt des Guerres civiles des Pays-Bas, dits la Flandre, depuis 1559 jusqu’en 1582, distingués par les gouvernements ; et une Consolation à M. le prince de Condé lorsqu’il fut arrêté après la mort du maréchal d’Ancre. Tous ces manuscrits, acquis par l’abbé Goujet, passèrent dans la bibliothèque du duc de Charost Armand Joseph de Béthune.

## Sources
- Jean Chrétien Ferdinand Hoefer, Nouvelle Biographie générale, tome 30, Paris, Firmin-Didot, 1859, p. 418-9[1],[2].